# Campeonato Esloveno de Futebol de 1995-96
O Campeonato Esloveno de Futebol de 1995-96, oficialmente em Língua eslovena "1. Slovenska Nogometna Liga 95/96", (organizado pela Associação de Futebol da Eslovênia) foi a 5º edição do campeonato do futebol de Eslovênia. Os clubes jogavam em turno e returno. O clube vencedor e o vice se classificavam para a Copa da UEFA de 1996–97 - A Liga dos Campeões da UEFA de 1996–97 participavam somente os 25 países melhor ranqueados. O último era rebaixado diretamente para o Campeonato Esloveno de Futebol de 1995-96 - Segunda Divisão, enquanto o penúltimo colocado jogava playoffs com o vice-campeão do ascenso

## Participantes
| Equipe   | Cidade        | Região            | No ano anterior                                                                                  | Estádio                         | Capacidade | Títulos                                | Participações |
| -------- | ------------- | ----------------- | ------------------------------------------------------------------------------------------------ | ------------------------------- | ---------- | -------------------------------------- | ------------- |
| Rudar    | Velenje       | Savinjska         | Sétimo Lugar                                                                                     | Estádio Municipal Ob Jezeru     | 1.400      | 0 (não possui)                         | 5             |
| Celje    | Celje         | Savinjska         | Sexto Lugar                                                                                      | Estádio Skalna Klet             | 2.500      | 0 (não possui)                         | 5             |
| Gorica   | Nova Gorica   | Goriška           | Terceiro Lugar                                                                                   | Parque Desportivo Gorica        | 3.066      | 0 (não possui)                         | 5             |
| Mura     | Murska Sobota | Pomurska          | Quarto Lugar                                                                                     | Estádio Municipal Fazanerija    | 3.782      | 0 (não possui)                         | 5             |
| Beltinci | Beltinci      | Pomurska          | Quinto Lugar                                                                                     | Parque Desportivo Beltinci      | 1.346      | 0 (não possui)                         | 5             |
| Olimpija | Liubliana     | Eslovénia Central | Campeão                                                                                          | Estádio Bežigrad                | 8.200      | 4 (1991-92, 1992-93,1993-94 , 1994-95) | 5             |
| Izola    | Izola         | Litoral-Kras      | Ganhador de Playoffs contra clube do Campeonato Esloveno de Futebol de 1994-95 - Segunda Divisão | Estádio Municipal de Izola      | 1.400      | 0 (não possui)                         | 5             |
| Maribor  | Maribor       | Podravska         | Vice Campeão                                                                                     | Estádio Ljudski vrt             | 12.435     | 0 (não possui)                         | 5             |
| Primorje | Ajdovščina    | Goriška           | Ganhador de Playoffs contra clube do Campeonato Esloveno de Futebol de 1994-95 - Segunda Divisão | Estádio Municipal de Ajdovščina | 1.630      | 0 (não possui)                         | 4             |
| Korotan  | Prevalje      | Koroška           | Oitavo Lugar]                                                                                    | Estádio Prevalje                | 600        | 0 (não possui)                         | 2             |

## Campeão
| Campeão Esloveno 1995-96                 |
| ---------------------------------------- |
| Gorica (Nova Gorica) (1º título) Campeão |